# Нагрудный знак Партизана (Чехословакия)
Нагрудный знак Партизана — государственная награда Чехословакии.

## История
Сопротивление оккупации страны нацистской Германией началось в Чехословакии с момента оккупации в 1939 году. На территории оккупированной Чехословакии действовали четыре основные группы Сопротивления: Центральное командование сопротивления на родине (чеш. Ústřední vedení odboje domácího, ÚVOD), комитет «Мы остаёмся верными» (чеш. Petiční výbor Verni zůstaneme, PVVZ) и «Народная оборона» (чеш. Obrana národa, ON), а также подпольные группы Коммунистической партии Чехословакии (КПЧ), связанные с СССР. Большинство членов организаций Сопротивления составляли бывшие офицеры расформированной чехословацкой армии.
После освобождения территории Чехословакии в 1945 году активные участники партизанских групп сопротивления были награждены государственными наградами – Военным крестом или медалью «За храбрость перед врагом». Однако, была необходимость создания награды, которая бы выделяла участников Сопротивления среди других граждан, при этом её можно было бы носить не только на униформе, но и на гражданской одежде.
Государственным приказом № 621 от 9 сентября 1946 года был учрежден нагрудный знак Партизана. А законом № 34 от 14 февраля 1946 года было определено, кто имеет право на ношение нагрудного знака и почётного звания «Партизан».
Нагрудный знак как награда мог быть вручен и иностранным гражданам. Например, его получили французские военнопленные, которые участвовали в Словацком народном восстании и воевали в партизанских отрядах в Словакии. 
Также им были награждены несколько сотен граждан СССР - советские партизаны, воевавшие на территории Чехословакии.
Решение о награждении и вручением знака занималось Министерство Народной обороны Чехословакии.

## Описание
Автором нагрудного знака является скульптор Йозеф Малейовски.
Нагрудный знак имеет вид пятиконечной звезды размером 50 мм, знак изготовлен из бронзы и патинирован до цвета старого серебра. На звезде изображение шагающего партизана в шинели с автоматом в руках, между лучей лавровый венок. На левом верхнем луче звезды надпись в две строки: «ČS PARTYZAN».
Реверс знака имеет винт с гайкой и шайбой для крепления на униформе или гражданскому костюму. 
В наградной комплект входил знак в половину меньшего размера (примерно 25 мм) и миниатюра знака (26-27 мм). Эти малые знаки имели на задней стороне иглу для крепления на одежде. На военной униформе носился только большой знак.